# ベース・プレイヤー
『ベース・プレイヤー』(Bass Player) は、アメリカ合衆国のベーシスト向けの音楽雑誌。各号には、様々なアーティストたちのインタビュー記事やレッスン、装置類のレビューなどが掲載されている。この雑誌は、1988年に創刊され、当初は『ギター・プレイヤー』誌の別冊として、ジム・ロバーツ (Jim Roberts) が最初の編集長であった。当初の本拠地は、カリフォルニア州サンフランシスコに置かれていた。1990年からは、定期的に発行されるようになった。
現在は、フューチャーUSが発行元となっている『ベース・プレイヤー』誌は、ベーシストのための年に一度の行事である「ベース・プレイヤー・ライブ! (Bass Player LIVE!)」を開催している。「ベース・プレイヤー・ライブ!」は、2004年から2007年までニューヨーク市で開催され、2008年から2017年までカリフォルニア州ロサンゼルス市ハリウッドで開催された。

## 歴代編集長
- ジム・ロバーツ (Jim Roberts)：1990年3月 - 1996年12月
- カール・コリャット (Karl Coryat)：1997年1月 - 1998年1月
- リチャード・ジョンストン (Richard Johnston)：1998年2月 - 2001年7月
- ビル・レイ (Bill Leigh)：2001年8月 - 2009年3月
- ジョナサン・ヘレーラ (Jonathan Herrera)：2009年4月 - 2010年12月
- ブライアン・フォックス (Brian Fox)：2011年1月 - 2014年6月
- クリス・ジシ (Chris Jisi)：2014年7月 - 2018年10月
- ジョエル・マクアイヴァー (Joel McIver)：2018年11月 - 現在

## 生涯功績賞
『ベース・プレイヤー』誌は、1998年以降のほとんどの年において、著名なベーシストたちに生涯功績賞 (Lifetime Achievement Awards) を授与してきており、歴代の受賞者は以下の通りである。
- 1998年：ミルト・ヒントン（英語版）[4]、ボビー・ロドリゲス (Bobby Rodriguez)[5]
- 1999年：チャック・レイニー[6]
- 2000年：ジョー・オズボーン[7]、パーシー・ヒース[7]
- 2001年：ジェリー・ジェモット[6]、レオ・フェンダー[7]
- 2002年：（受賞なし）
- 2003年：（受賞なし）
- 2004年：アンソニー・ジャクソン[8]、ウィル・リー[8]
- 2005年：ロン・カーター[9]、ジャック・ブルース[9]
- 2006年：スタンリー・クラーク[10]
- 2007年：リー・スカラー[7]、トニー・レヴィン[7]
- 2008年：キャロル・ケイ[11]、ヴァーダイン・ホワイト[7]、マイク・ワット（英語版）[12]
- 2009年：ロッコ・プレスティア（英語版）[13]、チャーリー・ヘイデン[13]
- 2010年：ブーツィー・コリンズ[14]、アルフォンソ・ジョンソン[7]
- 2011年：ジャック・キャサディ（英語版）[15]、ジェームス・ジェマーソン[13]、ラリー・グラハム[16]
- 2012年：クリス・スクワイア[17]、アストン・バレット[17]、ジャコ・パストリアス[18]
- 2013年：ギーザー・バトラー[19]、リー・ロッカー（英語版）[20]
- 2014年：エイブ・ラボリエル・シニア[21]
- 2015年：レミー[22]、ネイザン・イースト[23]、ルイス・ジョンソン[24]
- 2016年：ビリー・シーン[25]、ジョージ・ポーターJr.[26]、ティム・ボガート[27]
- 2017年：フリー[28]、ジミー・ジョンソン[28]、ドナルド・"ダック"・ダン[28]
- 2018年：（受賞なし）
- 2019年：ジョン・パティトゥッチ[29]
- 2020年：（受賞なし）
- 2021年：マーカス・ミラー[30]、ゲイル・アン・ドロシー[31]、ジョン・テイラー[32]、チャールズ・バーサッド (Charles Berthoud)[33]